# 군주온라인
《군주온라인》은 2004년부터 서비스를 시작했으며 엔도어즈에서 개발하고 자체적으로 서비스중 밸로프로 이전된 온라인 게임 MMORPG이다.